# Подбило
Подбило је насељено мјесто у саставу града Сења у Личко-сењској жупанији, Република Хрватска.

## Географија
Налази се око 13 км сјевероисточно од Сења.

## Становништво
Насеље је на попису становништва из 2011. године имало 25 становника.

## Попис1991.
На попису становништва 1991. године, Подбило је имало 60 становника, сљедећег националног састава:
| Попис 1991.‍ | Попис 1991.‍ | Попис 1991.‍ | Попис 1991.‍ | Попис 1991.‍ |
| ----------- | ----------- | ----------- | ----------- | ----------- |
|             |             |             |             |             |
| Хрвати      | Хрвати      |             | 51          | 85,00%      |
| Муслимани   | Муслимани   |             | 1           | 1,67%       |
| остали      | остали      |             | 8           | 13,33%      |
| укупно: 60  |             |             |             |             |